# Wilhelm Rahmsdorf (Soldat)

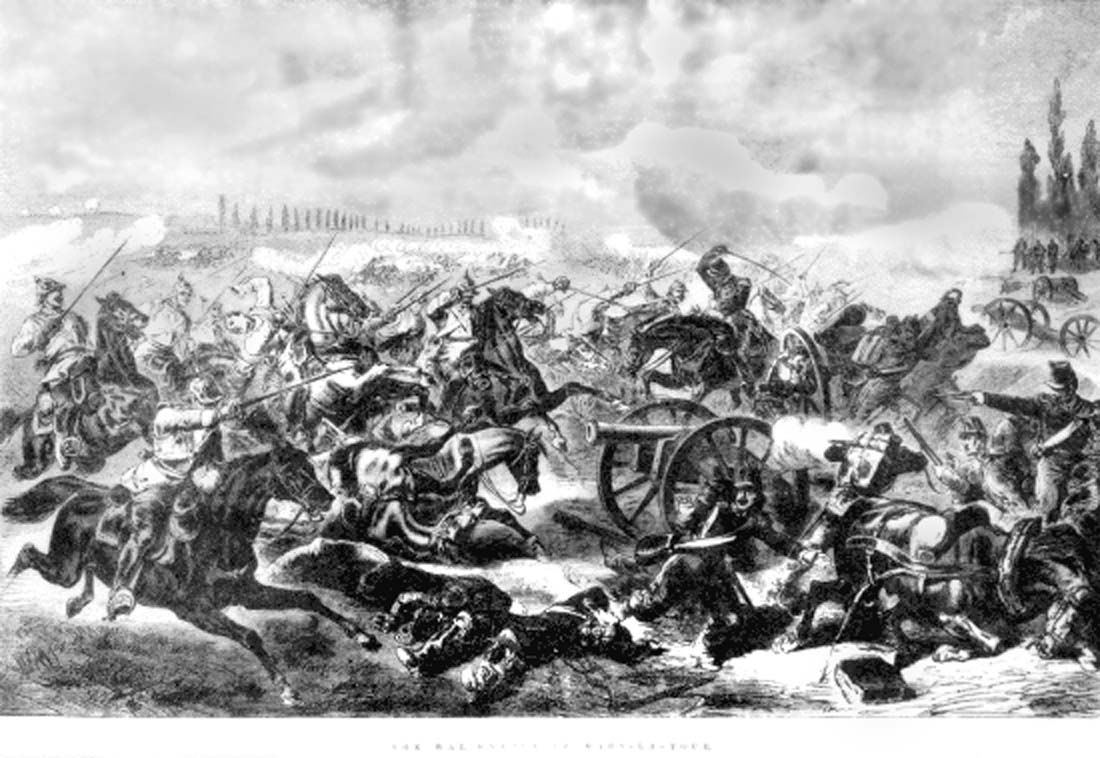
Todesritt der Brigade Bredow – zeitgenössische Darstellung

Wilhelm Rahmsdorf (* 26. August 1843 in Klein Schwechten; † 21. Mai 1917 ebenda) war ein deutscher Soldat und Kriegsheld, den Kaiser Wilhelm I. für seinen Einsatz in der Schlacht von Mars-la-Tour mit dem Ehrentitel Standartenträger von Mars-la-Tour auszeichnete.

## Rahmsdorf als Soldat

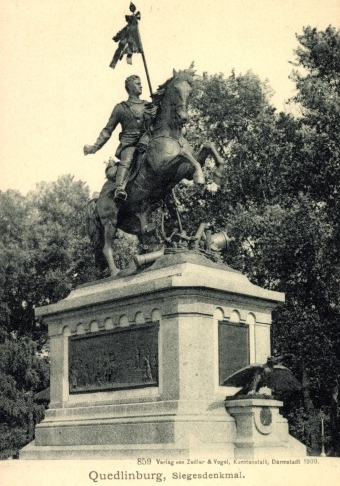
Quedlinburger Siegesdenkmal auf einer Ansichtskarte (ca. 1900)

Wilhelm Rahmsdorf diente im Kürassier-Regiment Nr. 7 und beendete seine militärische Laufbahn im Rang eines Wachtmeisters.
Seinen Ehrentitel erwarb sich der Kürassier durch persönliche Tapferkeit im Deutsch-Französischen Krieg 1870/71. Bei der Schlacht von Mars-la-Tour war er als Standartenträger in führender Position bei einer Reiterattacke auf eine französische Artilleriestellung beteiligt, die sich nachfolgend als schlachtentscheidend erwiesen hat und die als „Todesritt der Brigade Bredow“ in die Militärgeschichte eingegangen ist. Bei dieser Attacke fiel etwa die Hälfte der anreitenden 800 Mann, darunter sehr viele Hochadelige (u. a. ein Prinz von Reuß). Zahlreiche weitere an diesem Angriff Beteiligte wurden verwundet, darunter auch Fürst Herbert von Bismarck, der Sohn des preußischen Ministerpräsidenten Otto von Bismarck.
Als Standartenträger erfüllte Rahmsdorf im Schlachtgewirr eine taktisch sehr wichtige Funktion, denn nach den ersten Salven verhüllte bodennaher Pulverrauch den Infanteristen, aber auch Berittenen die Sicht. Die Fahne ragte über den Pulverrauch hinaus und diente dem Truppenverband bei Bewegungen als Orientierungshilfe – aber auch der gegnerischen Artillerie als Zielmarkierung.

## Modell für ein Siegesdenkmal

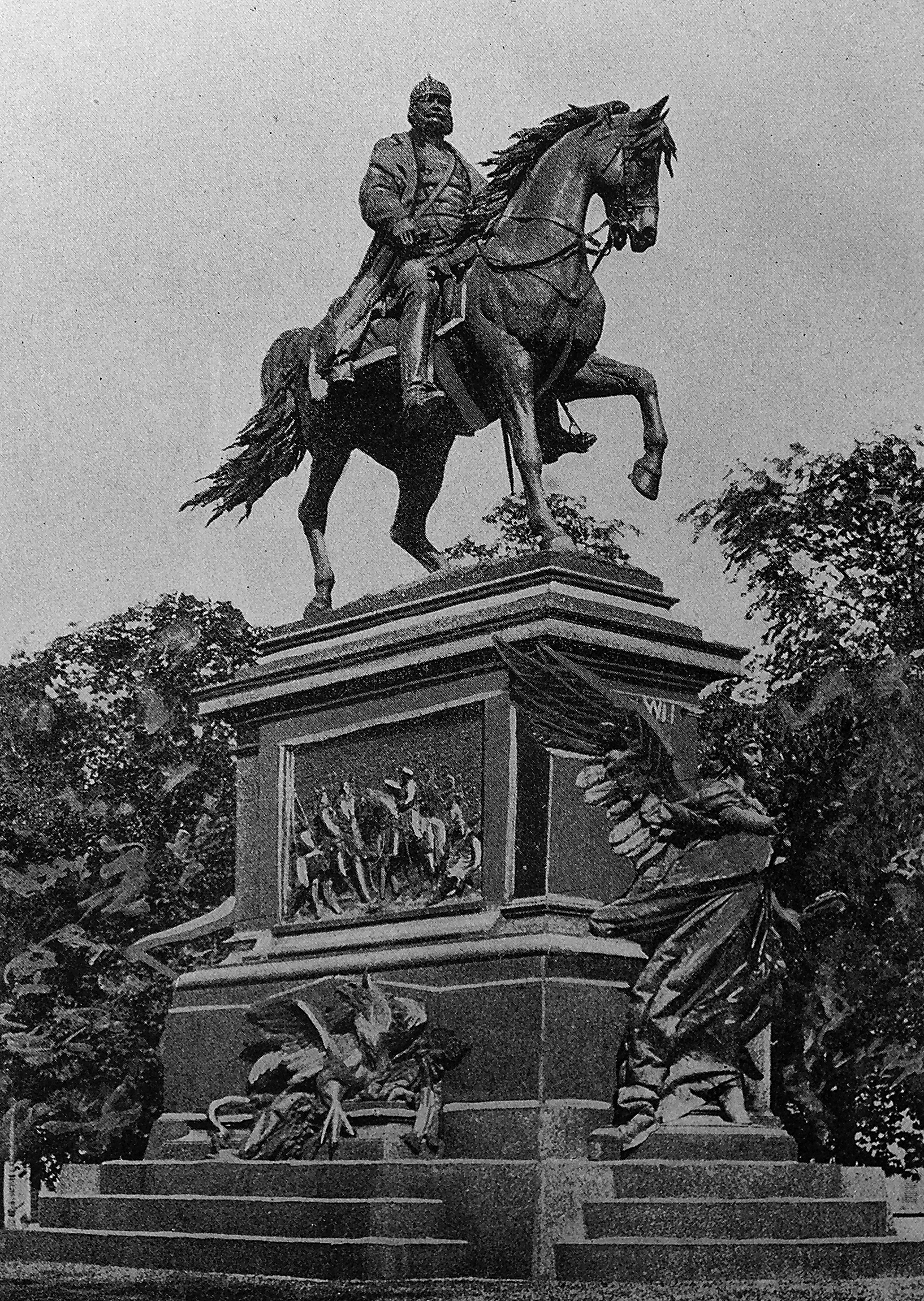
Das Reiterdenkmal in Quedlinburg mit der Darstellung eines einfachen Soldaten wurde von den Bürgern der Stadt, absichtlich den andernorts üblichen Kaiserdenkmälern als Gegenüberstellung und auch zur Mahnung errichtet. (Karlsruhe zeitgleich 1897 errichtet)

In Quedlinburg wurde 1895 mit dem Quedlinburger Siegesdenkmal ein vom Bildhauer Richard Anders geschaffenes, insgesamt 8 Meter hohes Bronzedenkmal aufgestellt, bei dem ein berittener Standartenträger dargestellt ist, der über zerstörte Kanonen hinwegreitet. Der Reiter hat seine Kopfbedeckung verloren und die Standarte ist von Einschüssen zerfetzt. Die Standarte wird in der linken Hand geführt, in der Rechten hält der Reiter einen Pallasch. Mit 3,60 Meter Höhe (ohne Fahne) war der Reiter in etwa lebensgroß dargestellt.
Wegen seiner persönlichen Verdienste im Deutsch-Französischen Krieg wurde Rahmsdorf die Ehre zuteil, für dieses Denkmal Modell zu sitzen. Rahmsdorf war auch bei der Einweihung des Denkmals am 27. Oktober 1895 geladener Gast.
Den Quedlinburger Bürgern, die dieses Denkmal 1890 gestiftet hatten, war es wegen der hohen Verlustzahlen bei der Schlacht von Mars-la-Tours wichtig, dass ein einfacher Soldat dargestellt werden sollte. Viele Opfer hatten ihren Standort in Quedlinburg gehabt – die Größe des Denkmals orientierte sich deshalb bewusst an den zeitgenössischen Kaiser-Wilhelm-I.-Denkmälern. Das Ehrenmal wurde auf dem Kaiser-Wilhelm-Platz in Quedlinburg (heute Friedrich-Ebert-Platz) errichtet.
Der aus Quedlinburg stammende Dichter Julius Wolff beschrieb seine Reiterstatue mit den Worten: „Da steht’s das Reiterbild, in Erz gegossen. Ein tapfrer, junger Seydlitz Kürassier, Schwert in der Faust, im Sattel fest geschlossen, sprengt er dahin mit seinem Tier“.
Das Kürassier-Regiment Nr. 7 blieb seinem Helden von Mars-la-Tours eng verbunden und ehrte ihn 1906 anlässlich eines Manövers, das in der Nähe seines Heimatortes Klein Schwechten abgehalten wurde, durch eine Abordnung, die ihm für die Dauer des Manövers die Regimentsstandarte zur Aufbewahrung überreichte.
Reichskanzler Fürst Otto von Bismarck gratulierte ihm handschriftlich zur silbernen Hochzeit – Kaiser Wilhelm II. lud ihn zu einer Privataudienz ein.
Während des Zweiten Weltkrieges wurden Teile des Denkmals wegen Rohstoffmangels eingeschmolzen, das verbliebene Denkmal wurde 1946 abgerissen. Nur die Standarte ist erhalten geblieben. In Quedlinburg hat sich eine Bürgerbewegung gebildet, die eine Rekonstruktion des Denkmals wünscht und die derzeit Spenden sammelt. Die Fahne wird gerade restauriert und wird bis zur Wiedererrichtung des Denkmals einen Ehrenplatz bei der „Alten Schützengesellschaft 1553 zu Quedlinburg“ finden.

## Privates und weitere Tätigkeiten

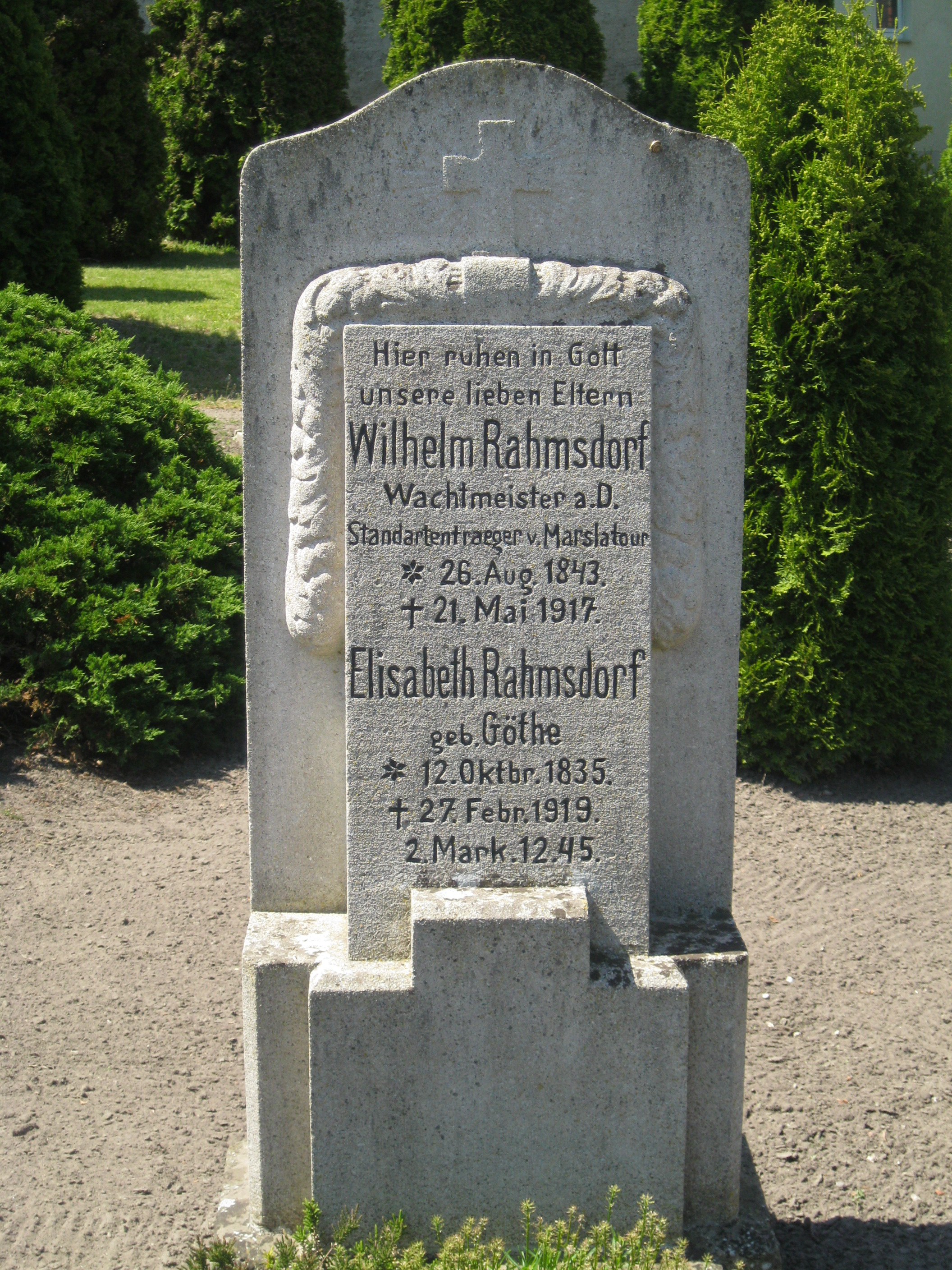
Grabmal von Wilhelm Rahmsdorf in Klein Schwechten

Auf einem Gedenkstein in Klein Schwechten, der der Gefallenen des Deutsch-Französischen Krieges von 1870–1871 gedenkt, ist ein Friedrich Rahmsdorf vermerkt, – vermutlich war dieser Soldat ein Bruder von Wilhelm Rahmsdorf, der selber um 1900 in einem Buch als Dorfschulze von Klein Schwechten verzeichnet worden ist.
Er war verheiratet mit Elisabeth Rahmsdorf geb. Göthe (* 1835; † 1919). Das Ehepaar hatte mehrere Kinder. Einer seiner Söhne, oder wohl eher sein Vater, namens Johannes, war ebenfalls Kavallerist in einem Husarenregiment. 1915 fiel ein Ewald Rahmsdorf aus Klein Schwechten, ob dieser ein weiterer Sohn oder ein Enkel des Standartenträgers von Mars-la-Tour ist, ist bislang ungeklärt. 1917 starb Wilhelm Rahmsdorf in Klein Schwechten, er ruht in einem Ehrengrab gemeinsam mit seiner Frau auf dem örtlichen Friedhof. Der aufwändige und außergewöhnliche Grabstein existiert noch und wurde vor kurzem restauriert. Früher hat ein gusseiserner Preußischer Adler diesen bekrönt, der aber entwendet wurde.